# خولیو سزار لا کروز
خولیو سزار لا کروز پرازا (متولد ۱۹۸۹ اوت ۱۱) یک بوکسور کوبای است. او موفق به کسب عنوان نیمه سنگین وزن جهان در سال ۲۰۱۱، ۲۰۱۳ و ۲۰۱۵، و همچنین مدال طلای المپیک در سال ۲۰۱۶ و المپیک ۲۰۲۰ توکیو  شده است.

## حرفه
او همچنین مدال طلا در بخش نیمه سنگین وزن در مسابقات جهانی بوکس آماتور ۲۰۱۳ در آلماتی و مسابقات جهانی بوکس آماتور ۲۰۱۵ در دوحه به دست آورد.
او مدال طلا در مسابقات نیمه سنگین وزن مردان در المپیک تابستانی ۲۰۱۶ را به دست آورد.